# Индор (округ)
Индор (хинди इन्दौर जिला; англ. Indore) — округ в индийском штате Мадхья-Прадеш. Административный центр — город Индор. Площадь округа — 3898 км². По данным всеиндийской переписи 2011 года население округа составляло 3 276 697 человек. Уровень грамотности взрослого населения составлял 75,2 %, что выше среднеиндийского уровня (59,5 %). Доля городского населения составляла 70,2 %.